# 조노 히사요시
조노 히사요시(일본어: 長野 久義, 1984년 12월 6일 ~ )는 일본의 프로 야구 선수이며, 현재 센트럴 리그 요미우리 자이언츠의 소속 선수(외야수)이다. 사가현 미야키군 기야마정 출신이다.

## 인물

### 프로 입단 전
기야마 정립 기야마 초등학교 1학년 때 지역의 소년 연식 야구팀인 ‘기야마 버펄로스’에 입단했고 6학년 때는 주장을 맡았다. 기야마 중학교 시절에는 규슈 경식 소년 야구 협회 플래시 리그 소속팀인 ‘지쿠시노 드림즈’ 에 소속을 두었다. 지쿠요가쿠엔 고등학교에 입학한 이후 2002년 춘계 규슈 지구 고교 야구 대회에서 팀을 4강에 진출하는 역할을 했다.
프로 팀에 들어가라는 권유를 받았지만 니혼 대학 생산공학부 관리공학과에 진학하여 경식 야구부(도토 대학 야구 연맹에 소속)에 입단했다. 2학년 때까지는 3루수였으나 타격력을 살리고자 3학년이 된 2005년에는 도토 대학 야구 춘계 1부 리그 때부터 중견수로 전향했다. 또한 조노에게는 바깥쪽 슬라이더를 휘두르는 버릇이 있었기에 야구부 후배의 조언에 따라 굳이 홈베이스에서 멀어지게 됐다. 이후 방망이가 닿는 공은 스트라이크, 닿지 않는 공은 볼로 가려내기로 하여 약점을 극복했다.
4학년이 된 2006년에 급성장을 보이면서 춘계 대회에선 12경기에 출전하여 타율 4할 8푼 9리(47타수 23 안타), 주장을 맡았던 추계 대회에서는 13경기에 출전해 타율 4할 4리(52타수 21안타)를 기록하였다. 이로써 1995년 가을, 1996년 봄에 수위 타자로 선정된 다카스 요스케(당시 아오야마가쿠인 대학 소속)가 세운 기록 이래 두 시즌 연속 수위 타자가 되었고 베스트 나인에도 만장일치로 선정됐다. 강한 어깨와 빠른 발을 겸비해 프로 쪽에서도 주목을 받았다. 같은 해 가을에 열린 미일 대학야구 선수권, IBAF 인터컨티넨탈 컵, 아시안 게임 등 일본 대표로 발탁되어 출전하였다. 도토 대학 리그 통산 87경기에 출전해 290타수 85안타, 타율 2할 9푼 3리, 10홈런, 40타점을 기록했다. 그 해 가을에 열린 프로 야구 드래프트 회의에서 홋카이도 닛폰햄 파이터스로부터 4순위 지명을 받았지만 요미우리 자이언츠 입단을 희망하고 있었기에 입단을 거부했다.
2007년에 혼다 기연 공업에 입사하면서 이 회사의 사회인 야구팀인 혼다 경식 야구부에 입단했다. 혼다 소속 선수로 뛰었던 제62회 JABA 도쿄 스포니치 대회에서 본격적인 사회인 야구에 데뷔했다. 주로 3번 타자에 우익수로서 팀의 4강 진출에 크게 기여해 이 대회에서도 신인상을 수상했다. 또 4월에 열린 제55회 JABA 시즈오카 대회에서는 준결승전에서 선제 홈런을 때려내는 활약을 인정받아 대회 최우수 선수로 선정됐다.
이듬해 2008년 프로 야구 드래프트 회의에서 요미우리가 아닌 구단의 지명을 받았을 때는 프로에 들어가지 않고 회사에 잔류하겠다는 입장을 밝혔다. 그러나 요미우리가 아닌 구단에도 입단할 생각이 있다는 정보를 입수한 지바 롯데 마린스가 2번째로 조노를 ‘강행’지명했는데 지명 당일에 조노는 바비 밸런타인 감독과의 면담을 거부했고 11월 25일의 입단 교섭을 거쳐 12월 3일에 입단 거부하겠다는 의사를 명확하게 했다. 그 다음날인 12월 4일 지바 롯데 구단 측에 직접적으로 입단 거부 의사를 밝히자 구단도 이를 받아들이는 등 혼다의 잔류가 결정됐고 2009년 드래프트에서 요미우리의 지명을 기다리게 됐다.
2009년 2월 5일, 요미우리는 조노에게 드래프트 1순위로 지명하겠다는 방침을 공표했고, 혼다 소속으로 제80회 도시 대항 야구 대회에서 타율 5할 7푼 9리(19타수 11안타)라는 성적을 기록하여 수위 타자상을 획득하는 등 팀을 13년 만에 우승을 이끌었다. 그 해 10월 29일 열린 드래프트 회의에서 요미우리는 약속대로 조노를 단독 1순위로 지명했다. 드래프트 지명을 두 차례나 거부하고 세 번째 지명을 받아들인 사례는 요미우리의 선배에 해당하는 오카모토 고(1982년에 세 번째 지명을 받아들임)에 뒤를 이었다. 드래프트 회의 직후 하라 다쓰노리 감독과 만나면서 니오카 도모히로의 이적에 따라 빈 등번호였던 7번이 새겨진 유니폼을 건네 받았고 이후 11월 23일에 계약금 1억 엔과 성과급 지급 5,000만 엔, 연봉 1,500만 엔(금액은 추정)으로 계약에 합의했다. 같은 날 도쿄 돔에서 열린 ‘자이언츠 팬 축제’를 통해 정식으로 입단하게 됐다고 발표했다.

### 프로 입단 후

#### 2010년
신인 합동 자주 훈련 때 유연성과 지구력 면에서 과제가 있다는 지적을 받았지만 머신 타격에서 날카로운 타구를 선보인 데 이어 외야 수비 연습 때 빠른 발을 어필하여 코치진의 신뢰를 얻었다. 시범 경기에서도 뚜렷한 결과를 보이면서 입단 동기이자 신인 쓰치모토 교헤이, 이치카와 도모야와 함께 개막 1군 엔트리에 합류했다. 그러나 극심한 부진으로 인해 9월 17일에는 프로 입단 후 처음으로 2군에 내려가는 경험을 하였지만 시즌 종반에는 사카모토 하야토가 부진을 보임에 따라 1번 타자로 선발 출전하는 등 4번과 5번을 제외한 전 타순에 선발로 출전했다. 최종적으로 프로 1년차에 규정 타석을 채웠고 타율 2할 8푼 8리, 홈런 19개를 기록했는데 특히 19홈런은 다카하시 요시노부와 어깨를 나란히 하는 기록으로 요미우리의 신인으로서는 3위에 해당하는 성적이었다. 이로써 조노는 2010년에 신인왕을 차지했다. 요미우리에서는 2년 전 야마구치 데쓰야, 작년의 마쓰모토 데쓰야에 이어 3년 연속으로 신인왕을 배출하는 업적을 남겼다.

#### 2011년
4월 12일 도쿄 야쿠르트 스왈로스와의 경기(우베 시 야구장)에서 자신으로서는 처음으로 개막전 선발(6번·중견수) 출전해 오시모토 다케히코로부터 3점 홈런을 포함한 5타수 3안타 5타점을 기록하는 등의 맹활약을 보였다. 그 후에도 기대 이상의 성적을 남기면서 7월 14일 한신 타이거스와의 경기에서는 전날 타석에서 몸에 맞는 볼의 영향으로 선발 명단에서 제외된 알렉스 라미레스를 대신해 요미우리의 제75대 4번 타자로 낙점돼 선발 출전했다. 그 경기에서 적시타를 때려내며 4번 타자의 자리를 들어선 이후부터 호조를 유지해 라미레스가 복귀한 이후에도 4번 타자로 출전하는 경기도 있었다. 그리고 시즌 종반에 있어서는 한신의 맷 머턴과 치열한 수위 타자 경쟁을 펼쳐 최종전인 10월 22일 요코하마 베이스타스와의 경기에서는 대타로 출전해 1점차로 뒤진 9회말 무사 만루 상황에서 야마구치 슌으로부터 일본 프로 야구 역대 8번째가 되는 대타로서의 역전 끝내기 만루 홈런을 기록해 수위 타자를 결정지었다(요미우리 입단 2년차의 수위 타자 획득은 1959년 나가시마 시게오가 차지한 이후 52년 만의 3번째). 이 끝내기 홈런으로 사요나라상을 수상했고 또한 센트럴 리그 통산 1,000번째의 만루 홈런이 됐다.
그 해에는 통일구 도입의 영향으로 많은 선수들이 낮은 타율로 인해서 부진에 허덕이고 있는 가운데 시즌 타율 3할 1푼 6리, 홈런 17개, OPS 8할 4푼 7리라는 좋은 성적을 남겼다. 또한 본인으로서는 처음으로 베스트 나인과 골든 글러브상을 동시에 수상했다.

#### 2012년
개막전은 3번 타자로 시즌을 맞이했지만 시즌 초반에 사카모토와 타순이 바뀌면서 1번 타자로 발탁됐다. 개막 이후부터 안정된 활약을 보여 7월에는 컨디션이 떨어질 정도의 약간 부진한 모습을 보였지만 8월에는 다시 회복돼 최종적으론 2년 연속 3할 대의 타율을 기록했다. 또한 20도루(리그 2위), 출루율 3할 8푼 2리(리그 2위), 그리고 팀 동료인 사카모토 하야토와 공동으로 센트럴 리그 최다 안타가 되는 173개의 안타를 기록하는 등 1번 타자로서 기대 이상의 활약을 보였다. 이 최다 안타에 의해서 입단 이래 3년 연속 타이틀을 석권했고 2년 연속으로 베스트 나인과 골든 글러브상을 함께 수상했다.
포스트 시즌에서도 절호조로 클라이맥스 시리즈 첫 경기부터 홋카이도 닛폰햄 파이터스와의 일본 시리즈에서 요미우리가 일본 시리즈 정상에 오를 때까지 모든 경기에서의 안타를 기록했다. 특히 일본 시리즈 2차전에서는 1회 선두 타자 홈런을 포함한 2개의 홈런을 날리는 등 공수 모든면에서 활약하는 등 일본 시리즈 우수 선수상을 수상했다.

#### 2013년
2월 20일, 제3회 월드 베이스볼 클래식 일본 대표로 정식 발탁됐는데 주축으로 기용될 것이라는 기대를 모았으나 강화 시합부터 극도의 시달렸다. 이에 대해 조노는 “공을 쳐내지 못해서 한 소리 듣고 있는데 실전에 들어가면 맡겨달라”고 의욕을 내비쳤지만 본선에서도 명백한 볼인데도 방망이를 휘둘렀다가 범퇴당하는 등의 부진이 계속됐는데 다쓰나미 가즈요시 타격 코치한테서 “타석에 맞으러 나가 있다. 이런 버릇은 연습 때 확실하게 고쳐라”라고 조언을 듣기도 했다. 예선에서는 선발로 기용됐지만 마지막 경기가 된 결승 라운드 등 대회 후반 때는 선발에서 제외된 적도 많았다. 최종적으로 타율은 2할 2푼 2리에 그쳤으나 출루율은 3할 6푼 4리, 타점은 팀내 3위와 동률인 6타점을 기록했다.
정규 시즌에 들어간 이후에도 부진은 계속돼 하위 타선으로 출전하는 경우도 많았다. 5월 15일의 지바 롯데 마린스와의 경기에서는 2사 만루 상황에서 세스 그레이싱어의 우전 안타를 재빠르게 처리해 1루에서 아웃을 잡아냈는데 요미우리에서는 1988년의 뤼밍츠 이래 처음으로 우익수 땅볼을 기록했다. 8월 29일의 한신 타이거스전에서는 마쓰다 료마로부터 자신의 두 번째가 되는 끝내기 홈런을 때려냈다. 9월 12일의 요코하마 DeNA 베이스타스와의 경기에서는 토니 블랑코의 우전 안타를 처리해 1루에 송구하여 아웃을 잡아내면서 자신의 두 번째인 우익수 땅볼을 기록했다. 도호쿠 라쿠텐 골든이글스와의 일본 시리즈에서는 1차전 5회초에 선제 적시타를 때려내는데 이어 4차전에서도 3안타 3타점의 활약으로 팀을 승리로 이끌었다.

## 플레이 스타일

### 타격
안타 존이 넓은 데다가 볼 존의 타율이 리그 평균을 크게 웃돈다. 타석에 서면 홈베이스에서 떨어져 자세를 잡는다. 이것은 바깥 슬라이더를 가려내는 데 어려움을 겪던 중 혼다 시절 코치의 조언에 따라 생겨난 것이다. 몸쪽 공은 날카롭게 치고 들어가 왼쪽 방향으로, 바깥쪽은 오른쪽 방향으로 처리하는 광각 타법이 특징이다. 2012년까지의 통산 성적을 보면 좌타율 2할 8푼 9리, 우타율 3할 5리로 우타자인데도 우완 투수에 강한 면모를 보여 딱히 어려워하는 구종도 없다. 그러나 2012년에 세 자릿수 삼진을 기록하는 등 약간의 삼진이 많은 경향이 있다.

### 수비·주루
- 주루면에서는 50미터를 5.8초 만에 주파하고, 우타자이면서도 1루 도달하기까지의 시간이 3.97초밖에 안 걸리는 빠른 발을 자랑한다.[18]
- 수비에서는 원거리 120미터를 던지는 강한 어깨를 가져[19] 우익수와 중견수로 기용된다. 주로 우익수로 나섰던 2010년에는 센트럴 리그 외야수 중에서 최다 실책을 내면서 UZR은 -4.9를 기록했다.[20] 시즌 후 “프로에 입단하기 전에는 수비와 주루는 가능하겠거니 하고 생각했는데 잘 안 됐습니다. 다음 시즌에는 열심히 하겠습니다”라고 말했다. 이듬해 2011년에는 주로 중견수로 기용돼 매 경기에 앞서 오니시 다카유키 외야 수비 코치와 포구 및 송구 동작을 확인해[21] 골든 글러브상을 수상했다. 2012년 시즌 전반기에는 중견수, 후반기에는 우익수로서 활약하여 2년 연속 골든 글러브상을 수상했지만 중견수로서의 UZR은 -1.3, 우익수로서의 UZR은 -6.8을 기록하는 등 양쪽 모두 평균치 이하의 수치를 보여 수비 범위가 좁다는 것을 드러냈다.[22] 2013년에는 시즌 세 번의 우익수 땅볼을 기록했다.[23]

### 그 외
동체시력이 뛰어나며, 신인 시절대 받은 신체 능력 측정인 ‘심시력’ 측정에서 ‘일류 운동 선수 100명 중에 한 번 나올까 말까’하다는 ‘오차 제로’를 두 번이나 측정했다.

## 에피소드
- 결벽증(본인은 깨끗한 것을 좋아할 뿐이라고 말한다)이 있어 원정 때는 예비옷을 여러 벌 챙겨가곤 하고, 목욕탕의 욕실용 매트는 가급적 밟지 않는다고 한다.
- 초등학교 5학년 때부터 중학교 3학년 때까지 영어회화를 배운 적이 있어서 외국인 선수와 커뮤니케이션을 하는 경우도 많다.

## 상세 정보

### 출신 학교
- 지쿠요가쿠엔 고등학교
- 니혼 대학

### 선수 경력
사회인 시대
- Honda

프로팀 경력
- 요미우리 자이언츠(2010년 ~ 2018년)
- 히로시마 도요 카프(2019년 ~ )

국가 대표 경력
- 2013년 월드 베이스볼 클래식 일본 국가대표

### 수상·타이틀 경력

#### 타이틀
- 수위 타자 : 1회(2011년)
- 최다 안타 : 1회(2012년)

#### 수상
- 신인왕(2010년)
- 2010 골든 루키상(2010년)
- 베스트 나인 : 3회(2011년 ~ 2013년)
- 골든 글러브상 : 3회(2011년 ~ 2013년)
- 일본 시리즈 우수 선수상 : 1회(2012년)
- 일본 시리즈 감투상 : 1회(2013년)
- 일본 시리즈 특별상 - 파워풀 프로 야구상 : 1회(2012년)
- 사요나라상 연간 대상 : 2회(2011년, 2013년)
- 사요나라상 : 1회(2013년 8월)
- ‘조지아혼’상 : 1회(2013년도 제10회)
- 일본 프로 스포츠 대상 최고 신인상(2010년)
- 호치 프로 스포츠 대상 프레시상(2010년)
- 도쿄 돔 MVP 특별상 : 1회(2010년)
- 야나세 자이언츠 MVP상 : 1회(2014년)[25]
- 월간 앳홈 히어로상 : 1회(2014년 9·10월)

### 개인 기록

#### 첫 기록
- 첫 출장 : 2010년 3월 26일, 대 도쿄 야쿠르트 스왈로스 1차전(도쿄 돔), 9회초에 알렉스 라미레스를 대신해 좌익수로서 출장
- 첫 타석 : 2010년 3월 27일, 대 도쿄 야쿠르트 스왈로스 2차전(도쿄 돔), 7회말에 요시노리로부터 좌익수 뜬공
- 첫 안타 : 상동, 9회말에 이혜천으로부터 중전 안타
- 첫 선발 출장 : 2010년 3월 28일, 대 도쿄 야쿠르트 스왈로스 3차전(도쿄 돔), 2번·중견수로서 선발 출장
- 첫 도루 : 2010년 3월 31일, 대 요코하마 베이스타스 2차전(요코하마 스타디움), 9회초에 2루 안착(투수 : 우시다 시게키, 포수 : 하시모토 다스쿠)
- 첫 타점 : 2010년 4월 1일, 대 요코하마 베이스타스 3차전(요코하마 스타디움), 8회초에 가토 고스케로부터 좌익 선상에 적시 2루타
- 첫 홈런 : 2010년 4월 4일, 대 히로시마 도요 카프 3차전(MAZDA Zoom-Zoom 스타디움 히로시마), 4회초에 고마쓰 다케시로부터 좌월 2점 홈런

#### 기록 달성 경력
- 통산 100홈런 : 2016년 4월 14일, 대 도쿄 야쿠르트 스왈로스 6차전(메이지 진구 야구장), 1회초에 오가와 야스히로로부터 좌월 솔로 ※역대 276번째
- 통산 1000안타 : 2016년 8월 14일, 대 도쿄 야쿠르트 스왈로스 20차전(메이지 진구 야구장), 9회초에 곤도 가즈키로부터 우전 안타 ※역대 284번째
- 통산 1000경기 출장 : 2017년 5월 28일, 대 히로시마 도요 카프 11차전(도쿄 돔), 7번·우익수로 선발 출장 ※역대 483번째

#### 기타
- 대타 역전 끝내기 만루 홈런 : 2011년 10월 22일, 대 요코하마 베이스타스 최종전(도쿄 돔), 9회말에 야마구치 슌으로부터 ※역대 8번째
- 올스타전 출장 : 3회(2011년 ~ 2013년)
- 2경기 연속 선두 타자 홈런 : 2013년 5월 22일 ~ 23일 ※역대 30번째

### 등번호
- 7(2010년 ~ 2018년, 2023년~)
  - 34(2013년 월드 베이스볼 클래식)
- 5(2019년 ~ 2022년)

### 연도별 타격 성적
| 연 도      | 소 속      | 경 기 | 타 석 | 타 수 | 득 점 | 안 타 | 2 루 타 | 3 루 타 | 홈 런 | 루 타 | 타 점 | 도 루 | 도 루 자 | 희 생 번 | 희 생 플 | 볼 넷 | 고 4 | 사 구 | 삼 진 | 병 살 타 | 타 율 | 출 루 율 | 장 타 율 | O P S |
| ---------- | ---------- | ----- | ----- | ----- | ----- | ----- | ------- | ------- | ----- | ----- | ----- | ----- | -------- | -------- | -------- | ----- | ---- | ----- | ----- | -------- | ----- | -------- | -------- | ----- |
| 2010년     | 요미우리   | 128   | 459   | 430   | 66    | 124   | 24      | 3       | 19    | 211   | 52    | 12    | 4        | 2        | 0        | 25    | 4    | 2     | 72    | 10       | .288  | .330     | .491     | .821  |
| 2011년     | 요미우리   | 140   | 578   | 519   | 58    | 164   | 20      | 4       | 17    | 243   | 69    | 19    | 8        | 3        | 2        | 48    | 5    | 6     | 85    | 11       | .316  | .379     | .468     | .847  |
| 2012년     | 요미우리   | 144   | 653   | 574   | 84    | 173   | 29      | 2       | 14    | 248   | 60    | 20    | 7        | 2        | 1        | 75    | 5    | 1     | 100   | 5        | .301  | .382     | .432     | .815  |
| 2013년     | 요미우리   | 144   | 642   | 590   | 82    | 166   | 21      | 3       | 19    | 250   | 65    | 14    | 5        | 3        | 0        | 48    | 0    | 1     | 101   | 6        | .281  | .336     | .424     | .760  |
| 2014년     | 요미우리   | 130   | 523   | 472   | 67    | 140   | 29      | 1       | 13    | 210   | 62    | 8     | 4        | 4        | 2        | 42    | 0    | 3     | 75    | 8        | .297  | .356     | .445     | .801  |
| 2015년     | 요미우리   | 130   | 479   | 434   | 49    | 109   | 20      | 3       | 15    | 180   | 52    | 3     | 2        | 5        | 2        | 34    | 0    | 4     | 81    | 12       | .251  | .310     | .415     | .725  |
| 2016년     | 요미우리   | 143   | 618   | 576   | 58    | 163   | 28      | 4       | 11    | 232   | 42    | 8     | 2        | 1        | 3        | 33    | 0    | 5     | 78    | 7        | .283  | .326     | .403     | .729  |
| 2017년     | 요미우리   | 134   | 516   | 463   | 52    | 121   | 20      | 3       | 16    | 195   | 46    | 6     | 0        | 1        | 1        | 46    | 2    | 5     | 98    | 17       | .261  | .334     | .421     | .755  |
| 2018년     | 요미우리   | 116   | 426   | 383   | 49    | 111   | 16      | 0       | 13    | 166   | 52    | 3     | 2        | 0        | 1        | 41    | 4    | 1     | 69    | 5        | .290  | .359     | .433     | .793  |
| 통산 : 9년 | 통산 : 9년 | 1209  | 4894  | 4441  | 565   | 1271  | 207     | 23      | 137   | 1935  | 500   | 93    | 34       | 21       | 12       | 392   | 20   | 28    | 759   | 81       | .286  | .347     | .436     | .783  |

- 2018년 시즌 종료 기준.
- 굵은 글씨는 시즌 최고 성적.

### 연도별 타격 성적 소속 리그내에서의 순위
| 연 도 | 연 령 | 리 그       | 타 율 | 안 타 | 2 루 타 | 3 루 타 | 홈 런 | 타 점 | 도 루 | 출 루 율 |
| ----- | ----- | ----------- | ----- | ----- | ------- | ------- | ----- | ----- | ----- | -------- |
| 2010  | 26    | 센트럴 리그 | -     | -     | -       | -       | -     | -     | -     | -        |
| 2011  | 27    | 센트럴 리그 | 1위   | 3위   | -       | 5위     | 7위   | 7위   | 2위   | 2위      |
| 2012  | 28    | 센트럴 리그 | 4위   | 1위   | 3위     | -       | 6위   | 9위   | 3위   | 2위      |
| 2013  | 29    | 센트럴 리그 | 10위  | 2위   | -       | 7위     | 9위   | 9위   | 9위   | -        |
| 2014  | 30    | 센트럴 리그 | -     | -     | 8위     | -       | -     | -     | -     | -        |
| 2015  | 31    | 센트럴 리그 | -     | -     | -       | 7위     | -     | -     | -     | -        |
| 2016  | 32    | 센트럴 리그 | -     | 4위   | 3위     | 6위     | -     | -     | -     | -        |
| 2017  | 33    | 센트럴 리그 | -     | -     | -       | -       | -     | -     | -     | -        |
| 2018  | 34    | 센트럴 리그 | -     | -     | -       | -       | -     | -     | -     | -        |

- ‘-’는 10위 미만(타율, 출루율은 규정 타석 미도달의 경우에도 ‘-’로 표기)

### 연도별 수비 성적
| 연도 | 소속     | 외야  | 외야  | 외야  | 외야  | 외야  | 외야     |
| 연도 | 소속     | 경 기 | 척 살 | 보 살 | 실 책 | 병 살 | 수 비 율 |
| ---- | -------- | ----- | ----- | ----- | ----- | ----- | -------- |
| 2010 | 요미우리 | 121   | 211   | 3     | 5     | 0     | .977     |
| 2011 | 요미우리 | 139   | 262   | 6     | 3     | 1     | .989     |
| 2012 | 요미우리 | 143   | 221   | 9     | 2     | 2     | .991     |
| 2013 | 요미우리 | 142   | 240   | 8     | 2     | 0     | .992     |
| 2014 | 요미우리 | 127   | 200   | 4     | 3     | 1     | .986     |
| 2015 | 요미우리 | 122   | 183   | 2     | 3     | 1     | .984     |
| 2016 | 요미우리 | 141   | 209   | 5     | 1     | 1     | .995     |
| 2017 | 요미우리 | 127   | 180   | 2     | 2     | 0     | .980     |
| 2018 | 요미우리 | 113   | 198   | 1     | 1     | 0     | .985     |
| 통산 | 통산     | 1175  | 1904  | 40    | 22    | 6     | .989     |

- 2018년 시즌 종료 기준.
- 굵은 글씨는 시즌 최고 성적.
- 연도에서 굵은 글씨는 골든 글러브상 수상 연도

## 저서
- 《조노 히사요시 메시지BOOK - 믿는 힘》(고사이도 출판, 2012년 5월)

### 내용주
1. ↑  이 선두 타자 홈런이 결승점이 되었는데 더욱이 선두 타자 홈런 1점 외에 득점없이 종료된 경기는 일본 시리즈 사상 처음이다.
2. ↑  2차전에서는 고야노 에이이치의 안타성 타구를 아웃으로, 이나바 아쓰노리를 중견수 땅볼로 아웃시켰다.

### 참조주
1. ↑  野球：プロ野球「入団拒否史」のなかの長野久義 보관됨 2013-01-03 - 웨이백 머신 - OCN 스포츠 야구 칼럼
2. ↑  “3浪”覚悟!長野 巨人以外に指名なら残留 보관됨 2011-08-09 - 웨이백 머신 - 스포츠 닛폰, 2008년 9월 9일
3. ↑  ロッテ2位強行指名、長野の口説きにボビー“笑算” 보관됨 2011-06-09 - 웨이백 머신 - 석간 후지, 2008년 10월 31일
4. ↑  G熱望長野がボビーと対面拒否 - 닛칸 스포츠, 2008년 10월 31일
5. ↑  ‘巨人熱望の長野 バレンタイン対面拒否’ - 데일리 스포츠 2008년 10월 31일자
6. ↑  【巨人】長野がファンに「７」お披露目 - 닛칸 스포츠, 2009년 11월 23일
7. ↑  WBC日本代表 最終メンバーにG戦士7選手 - 요미우리 자이언츠 공식 홈페이지
8. ↑  【WBC】長野「本番任せろ」打撃不振！？ピーピー騒ぐな！ - 스포츠 호치, 2013년 3월 28일
9. ↑  長野“こんにゃく打法”で復活だ - 데일리 스포츠, 2013년 3월 28일
10. ↑  立浪C不調長野に「修正して」 - 닛칸 스포츠, 2013년 3월 9일
11. ↑  最後まで不振…長野「僕の力不足」 - 산케이 스포츠, 2013년 3월 19일
12. ↑  長野、開幕OK弾！WBCの不調脱却「久しぶり」右方向へズドン - 스포츠 호치, 2013년 3월 28일
13. ↑  なぜできた？巨人25年ぶりライトゴロ 長野2週間前から「狙おう」 - 스포츠 닛폰, 2013년 5월 16일
14. ↑  《야큐타로 No.004 프로 야구 12구단 선수 명감》, 고사이도 출판, 2013년, p.28. ISBN 978-4-331-80228-1
15. ↑  長野久義は「前」に出られるのか？ ～清原も陥った内角の罠～ - Number Web, 2010년 3월 25일
16. ↑  巨人・長野、中日・伊藤……、各球団の新人王候補を斬る！ - Number Web, 2011년 3월 13일
17. ↑  《야큐코조 세계 야구 선수 명감 2011》, 뱌쿠야쇼보, 2011년, p.115. ISBN 978-4-86191-710-3
18. ↑  오른쪽 치기의 혁명자 ‘야큐코조’, 2010년 6월호, 뱌쿠야쇼보, 잡지 18801-6, p.178 ~ 181
19. ↑  고세키 준지, 니시오 노리후미, 이시카와 데쓰야 저 《프로 야구 스카우팅 리포트 2011》, 고사이도 출판, 2011년, p.345. ISBN 978-4-331-51519-8
20. ↑  Baseball Lab守備評価～Right Fielder 보관됨 2013-11-12 - 웨이백 머신 - SMR Baseball Lab
21. ↑  長野守る！DH予定もGグラブに痛み飛ぶ - 닛칸 스포츠, 2012년 11월 9일
22. ↑  오카다 유스케, 도사쿠, 미야케 히로토, morithy, 히루카와 고헤이, 다카타 신고, Student, 미즈시마 진 저 《프로 야구를 통계학과 관객 분석으로 생각하는 세이버매트릭스 리포트 2》, 스이요샤, 2013년, p.31. ISBN 978-4-88065-319-8
23. ↑  長野、今季３度目ライトゴロ！好捕のロペスに感謝 - 스포츠 호치, 2013년 10월 3일
24. ↑  “奇跡の目”を持つ長野をWBCへ！ 보관됨 2013-11-13 - 웨이백 머신 - 도쿄 스포츠 - 2012년 10월 15일
25. ↑  “ヤナセ、「2014 ヤナセ・ジャイアンツMVP賞」で「メルセデス・ベンツ E 250」を長野久義選手に贈呈”. 《Car Watch》. 2014년 12월 24일. 2018년 2월 28일에 확인함.